# Hwaseo-dong
Hwaseo-dong (koreanska: 화서동) är en stadsdel i staden Suwon i provinsen Gyeonggi i den nordvästra delen av Sydkorea, 30 km söder om huvudstaden Seoul. Den ligger i stadsdistriktet Paldal-gu.

## Indelning
Administrativt är Hwaseo-dong indelat i:
| Namn    | Namn              | Yta km² | Invånare 31 dec 2020 |
| ------- | ----------------- | ------- | -------------------- |
| 화서1동 | Hwaseo 1(il)-dong | 0,84    | 24 996               |
| 화서2동 | Hwaseo 2(i)-dong  | 2,10    | 27 004               |